# Kroatisch-Orthodoxe Kirche

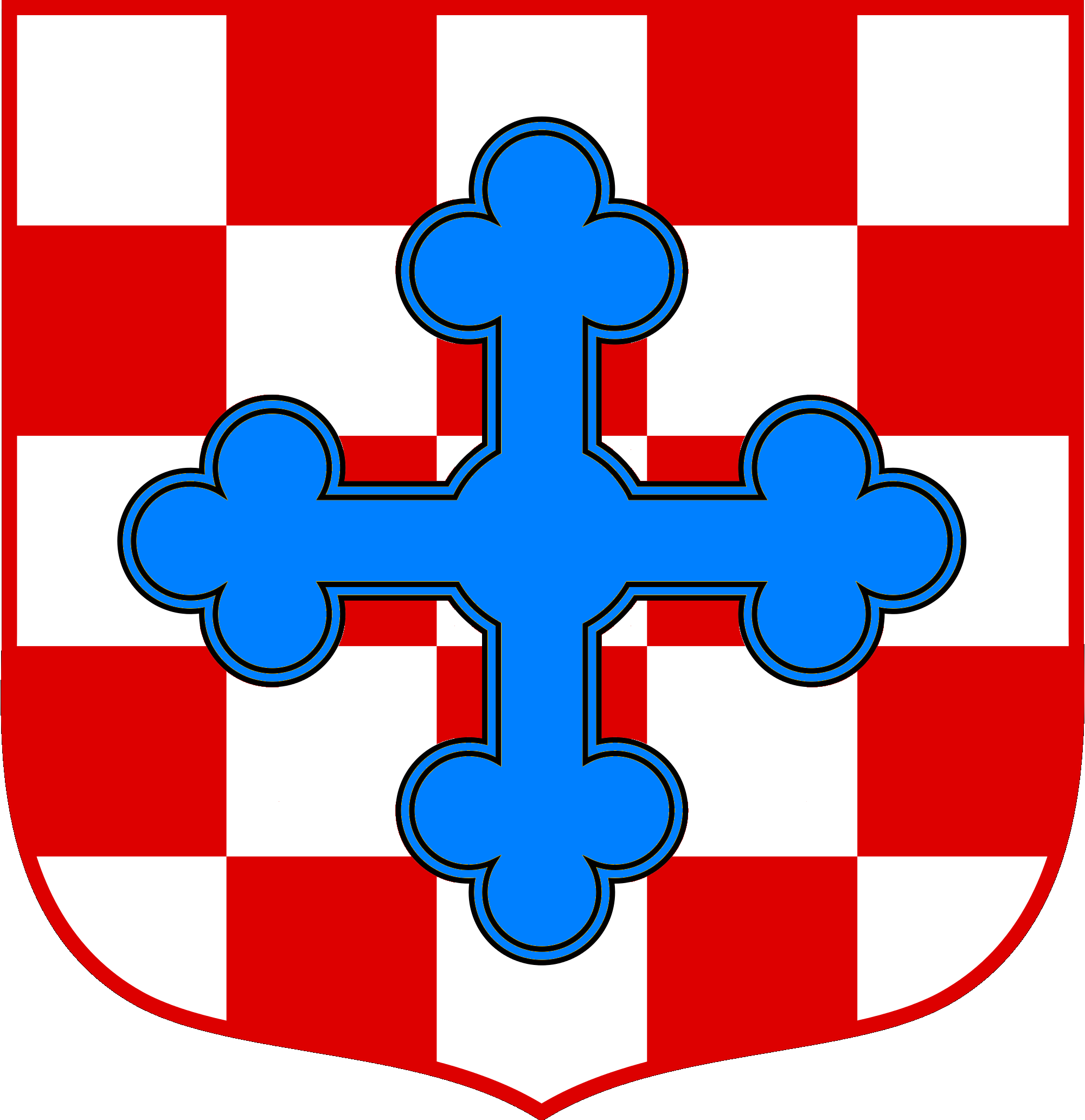
Emblem der Kroatisch-Orthodoxen-Kirche

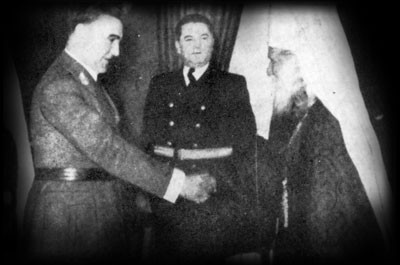
Die Faschisten Ante Pavelić (links) und Andrija Artuković (Mitte) treffen auf Germogen (Maksimov).

Die Kroatisch-Orthodoxe Kirche (kroatisch: Hrvatska pravoslavna crkva, Abkürzung: HPC) wurde im Vasallenstaat der Achsenmächte Unabhängiger Staat Kroatien (NDH) während des Zweiten Weltkrieges gegründet. Sie sollte die autokephale nationale Kirche der Kroaten orthodoxen Glaubens darstellen. Es wurde versucht, so viele Orthodoxe wie möglich zum Übertritt in diese Kirche zu bewegen. Die Mehrheit der orthodoxen Bevölkerung Kroatiens fühlte sich jedoch als Serben und damit der Serbisch-Orthodoxen Kirche zugehörig.

## Gründung und Tätigkeit
Im Jahr 1941 hob der kroatische Minister für Justiz und Kultus, Mirko Puk, die Serbisch-Orthodoxe Kirche in Kroatien auf. Die weitere Verwendung dieser Bezeichnung für die Orthodoxie wurde verboten, da die orthodoxe Kirche vom Ausland (Serbien) gelenkt werde, was für den Unabhängigen Staat Kroatien inakzeptabel sei. Für die orthodoxe Glaubensrichtung wurde die Bezeichnung „griechisch-östlicher Ritus“ vorgeschrieben.
Nach teils gewalttätigen Protesten gegen Zwangskonversionen von Serben im Unabhängigen Staat Kroatien zum römisch-katholischen Glauben entschloss sich der dortige Staatsführer Ante Pavelić zu „vertrauensbildenden Maßnahmen“ gegenüber der orthodoxen Bevölkerung Kroatiens. Eine sollte die Ernennung von orthodoxen Parlamentsmitgliedern am 25. Februar 1942 sein. Die andere war die Gründung der Kroatisch-Orthodoxen Kirche am 7. Juni 1942 in der Kirche Sveto Preobraženije (Heilige Verklärung) in Zagreb. Kroatisch-orthodoxer Patriarch wurde der, nach der Oktoberrevolution aus Russland geflüchtete, russisch-orthodoxe Priester Germogen. Die rechtliche Grundlage für die Gründung bildete ein von Pavelić unterzeichnetes und nur vier Paragraphen umfassendes Gesetz vom 3. April 1942.
Die Begründung für die Gründung wurde von Pavelić in einer Rede vor dem kroatischen Sabor umrissen:

„[...] Die Orthodoxe Kirche selbst wird von niemand belangt, doch kann es im kroatischen Staate keine serbisch-orthodoxe Kirche geben! Und warum nicht? Darum, weil überall in der Welt die orthodoxen Kirchen nationale Kirchen vorstellen. Hinsichtlich ihrer Hierarchie untersteht die serbisch-orthodoxe Kirche der Staatsgewalt Serbiens. Serbien, die Vertreter des serbischen Staates, haben den orthodoxen Patriarchen zu küren oder zum mindesten in überwiegendem Maße an seiner Wahl teilzunehmen. Von diesem hinwieder ist die gesamte Hierarchie vom Seelsorger bis zum Diakon abhängig. Alles steht somit im Abhängigkeitsverhältnis zur Staatsmacht Serbiens. So kann es wohl in Serbien sein, so konnte es vielleicht auch im ehemaligen unglückseligen Jugoslawien sein, im kroatischen Staate jedoch kann und wird es nicht so sein! [...] Auf keinen Fall werden wir es zugeben, dass irgendeine beliebige Kirche zu einem politischen Werkzeug, zu einem eigens gegen den Bestand des kroatischen Volkes und des kroatischen Staates gerichteten Mittel werde. [...] Darum werden sich vernünftige Leute, denen die Volksinteressen aber auch die Glaubensinteressen am Herzen liegen zurechtfinden, [...] und diese Frage zur Zufriedenheit der orthodoxen Kirche, zur Zufriedenheit des Volkes und im Interesse des kroatischen Staates durchdenken, durchzuforschen und zu lösen verstehen.“

Die Gleichberechtigung gegenüber den anderen Religionen versuchte der Innenminister des Unabhängigen Staates Kroatien, Mladen Lorković, hervorzuheben:

„[...] Wir haben orthodoxe Minister und Generale, hohe Staatsbeamte, Männer auf den höchsten und verantwortungsvollsten Stellen. Durch die Schaffung der orthodoxen Kirche des Unabhängigen Staates Kroatien wurde grundsätzlich auch der Standpunkt des kroatischen Staates gegenüber der orthodoxen Kirche festgelegt. Sie ist uns lieb wie jede andere anerkannte Konfession, doch muss sie als Nationalkirche ihren Sitz in Kroatien haben und kann keinem fremden Staatsoberhaupt untergeordnet sein.“

Als wichtigster Propagandist für die Kroatisch-Orthodoxe Kirche erwies sich der montenegrinische Schriftsteller und Publizist Savić Marković Štedimlija, der die Unabhängigkeit Montenegros unter Sekula Drljević begrüßte und die These vertrat, das montenegrinische Volk sei aus einer „Symbiose der illyrischen [...] und kroatischen, sowie eines kleinen Restes romanischer Bevölkerung“ entstanden. Zur Kroatisch-Orthodoxen Kirche schrieb Štedimlija u. a.: 

„Mit dem Zerfall Jugoslawiens musste auch der Zerfall der orthodoxen Kirche einhergehen, die den serbischen Namen trug, trotzdem in jenem Staate „offiziell“ kein anderes als das „jugoslawische“ Volkstum anerkannt wurde. Auf dem Gebiete des Unabhängigen Staates Kroatien ist kein Raum mehr für irgendeine serbische Kirchenorganisation vorhanden, weshalb auch der Poglavnik durch eine Gesetzesverordnung die Gründung der kroatisch-orthodoxen Kirche auf dem Gebiet Kroatiens anordnete. Diese Kirche ist gleich jeder anderen orthodoxen Kirche autokephal; sie hält sich in allem an die Dogmen der heiligen orthodoxen Kirche und unterhält zu anderen orthodoxen Kirchen freundschaftliche Beziehungen. Durch die Gründung der kroatisch-orthodoxen Kirche wurden alle drei orthodoxen kirchlichen Jurisdiktionen, die vor dem ersten Weltkriege auf kroatischem Gebiet bestanden hatten, vereinigt.“

Nicht immer waren die kroatischen staatlichen Stellen mit der „Unabhängigkeit“ und Arbeit der Priesterschaft einverstanden. So beschwerte sich der kroatische Generalkonsul in Wien, Andrija Karčić, beim kroatischen Außenminister Mehmet Alajbegović noch am 12. Februar 1945 über den Vertreter der Kroatischen-Orthodoxen Kirche, den Archimandriten Miron Federer, wegen „Vernachlässigung der Arbeit“ und dessen Weigerung, vom Generalkonsul Weisungen entgegenzunehmen mit der Begründung „er sei kein Beamter, sondern Repräsentant der autokephalen Kroatisch-orthodoxen Kirche und daher niemandem unterstellt“. Weiter schrieb der Generalkonsul:

„[...] die Behörden des Unabhängigen Staates Kroatien erwarten von einem Archimandriten der Kroatisch-orthodoxen Kirche Zusammenarbeit [...] im Sinne religiös-politischen Wirkens, Glaubens- und Politikpropaganda, besonders unter den Serben, um notorisch gefährliche, negative Elemente rechtzeitig zu eliminieren oder wenigstens zu paralysieren.“

## Ende
Bei der Kroatisch-Orthodoxen Kirche handelte es sich um einen Versuch, den Unabhängigen Staat Kroatien mit der Abkehr von der aggressiven Konversionspolitik zu befrieden und für nichtkatholische Nichtkroaten akzeptabler zu machen. Bereits zum Zeitpunkt der Gründung war die Mehrheit der Orthodoxen Kroatiens geflohen, deportiert, in Lagern interniert oder hatte sich der Tschetnik- oder Partisanenbewegung angeschlossen. Die kroatische Regierung versuchte, die Institution als erfolgreich und beliebt darzustellen, aber den 577 serbisch-orthodoxen Priestern, die es auf dem Gebiet des Unabhängigen Staates Kroatien gegeben hatte, standen Ende 1942 gerade einmal 50 kroatisch-orthodoxe Priester mit 40 Gemeinden gegenüber. Das war auch der Tatsache geschuldet, dass große Teile Kroatiens nicht mehr von der kroatischen Regierung kontrolliert wurden.
Patriarch Germogen wurde im Jahr 1945 in einem kriegsgerichtlichen Schnellverfahren von den kommunistischen Tito-Partisanen zum Tode verurteilt und hingerichtet.
Im Jahr 1979 rechtfertigte eine zentrale Figur der Kroatisch-Orthodoxen Kirche, Miloš Obrknežević, die Kirchengründung als Versuch, eine moderne, von konfessioneller Zugehörigkeit unabhängige kroatische Identität zu schaffen.

## Gegenwart
In Kroatien existiert heute eine Hrvatska pravoslavna zajednica (Kroatisch-Orthodoxe Gemeinschaft), die sich als Vertreterin der Kroaten orthodoxen Glaubens und Nachfolgerin der Kroatisch-Orthodoxen Kirche ausgibt. Angaben über eine mögliche Mitgliederzahl gibt es keine.